# 嫌儲
嫌儲（けんもう、けんちょ、いやもう、いやんもう等）とは、匿名掲示板サイト「2ちゃんねる」内の書き込みなどを営利目的で転用する行為を嫌うことや嫌う人々を指すインターネットスラング（他人が楽に儲けることに対する心情的反発といった意味合いがある）。
「人が金儲けすること自体を嫌うこと」と捉えられがちだが、西村博之がなんとなくで造語･命名しただけであり、誕生の経緯としては当時増えていた無断転載まとめブログに対する反発としてニュース速報(VIP)板から分家した。
Web上で作られた造語であるため、発音される機会が少なく、正しい読みが確立されていないが、読みは「けんちょ」のほか、「けんもう」、「いやもう」などの読み方もある。なお造語の提唱者は「いやちょ」や「いやもうけ」などと読んでもよいとしている。

## 発祥と経緯
2006年5月末に、「2ちゃんねる」にある電子掲示板 (BBS) のひとつ「ニュース速報(VIP)板」の話題を収集して紹介していた「VIP系ブログ」と呼ばれるブログサイト群が相次いで炎上して閉鎖される出来事があった。その騒動を傍観する立場から取り上げたブロガーにより、アフィリエイト付きのブログに対して強い批判を持つユーザーがなぜ多数いるのかを説明するために、嫌韓（韓国などに対する嫌悪などの感情を意味する語）をもじって提唱された。
提唱者による原義では、物語などでステレオタイプな悪者として描かれがちな金持ちに対する偏見と、悪者を懲らしめたいという欲求が、正義感という形をとって現れた感覚であるとする旨の説明がされている。その後、ネット上の話題を収集する「まとめサイト」にアフィリエイトを付けることに嫌悪感を示すような感情を指す表現として使用されるようになる。2008年には『現代用語の基礎知識2008』（自由国民社）に「ウェブのことば」として収録されている。
自分たちの発言がアフィリエイトつきのサイトに引用されることに嫌悪感を抱く人々は「嫌儲厨」とも呼ばれるが、これは「嫌儲」的な発想をする人々に対して批判的な意味合いが強い表現である。

### 2ちゃんねるの「嫌儲」板
前述の出来事を経た2007年末、「2ちゃんねる」には、営利目的の転載を禁止するルールを掲げた「ニュース速報（嫌儲）板」と名づけられたBBSが新設された。2ちゃんねるにおける「嫌儲」の支持者たちは当初は小さな勢力であったものの、幾度かの騒動を経て多大な影響力を持つようになった。彼らはまとめブログ運営者の個人情報を特定して漏洩させてサイトを閉鎖に追い込んだり、2ちゃんねる内において「嫌儲」の思想に同調しない他のBBSの勢力に対して荒らし行為を行ったりといった活動を行っているとされる。
2ちゃんねるにおいては、中傷や流言飛語を含んだ掲示板の書き込みをまとめブログなどに転載し、それが第三者に迷惑をかけることを、2ちゃんねるにとって不利益になることであると規定している。2012年6月4日には2ちゃんねるの運営側から、幾つかのまとめブログが名指しで指名され、2ちゃんねるの内容を転載することを全面的に禁止する警告文が公表された。さらに2014年3月には、サーバー管理者ジム・ワトキンスが営利目的の2ちゃんねるまとめブログや、まとめブログに対する同情的な意見が多数派であるかのように見せかけるための自作自演工作を行う利用者に対し、「アフィカス (Afikasu)」という蔑称を用いて批判した上で、全面的な転載禁止を宣言した。
ジャーナリストの松谷創一郎は、嫌儲板は5ちゃんねるのネガティブな要素が濃縮され、厳しい社会環境で苦しむ人々が集って不満をぶちまけている場であるとしている。

## 営利行為への賛否についての識者の見解
「嫌儲」の心理や原因等については複数の識者から推察・指摘がなされている。
津田大介、ちきりんらによれば、「嫌儲」的な発想に同調する一部のインターネット利用者たちは、自分の利益が減ることよりも、自分とは関係のない第三者が利益を得ること自体を憎悪しているとしている。またニコニコ動画を運営するドワンゴ会長であり、カドカワの社長でもある川上量生によれば、彼らは自分たちを社会的にも経済的にも弱者であるとしており、濱野智史によれば、自分たちの世間は平等でなければならないと考えていると指摘する。
週刊ポストの中川淳一郎はそうした人々の間に広がる思想として、インターネットはしがらみのない自由な空間でなければならないとし、佐藤信正はインターネット利用者が自分たちで作り上げたコンテンツは、金銭の流れがないからこそ自由であり公平性が保たれている、という考え方があるのではと指摘している。佐藤は、すなわち「嫌儲」的な発想を支持し金儲けを敵視する人々にとって、「2ちゃんねる」や、オンライン百科事典「ウィキペディア」のように、ユーザーによって作られるコンテンツは、こうした金儲けに対する嫌悪感によって庇護され支えられているという自負があるのではないか、と指摘する。またその理由として、「課金がなされることにより、課金にあったクオリティが更に要求されるようになり、コンテンツが自由に作成することが出来なくなってしまうことの懸念がある」とも述べている。
川上量生が提唱する定義によれば、「彼らは他人が社会的に失墜して不幸になることを嘲笑して喜ぶ一方、そうした純朴な信念をもつという二面性を矛盾なく併せ持った人々なのである」と述べる。

## アフィリエイトと「まとめサイト」に関する判断基準
2ちゃんねるの書き込みを無断で商用利用する「2ちゃんねるまとめサイト」などの活動に対しては、「嫌儲」的な発想による憎悪の矛先が向けられる一方で、自分のブログに書き込んだ文章によってアフィリエイト収入を得ているアルファブロガーのように、運営者が一から自分で作り上げたコンテンツや、運営コストがかかっていることが傍目にも明らかなサイトに対しては、アフィリエイトは「サイトの維持費用を捻出する上で必要なもの、或いは正当な対価」として理解を示し、通常は嫌儲の対象とならない。
その一方、インターネット・コミュニティにとって好意と悪意の判断基準は曖昧で、周囲の強い意見に流されたり、感情の整理されていない感覚的なものになったりしやすく、実際に誰が得をするのかという発想まで行き着かないこともある。

## 楽曲のJASRAC登録問題に関する賛否の指摘
2007年に鶴田加茂が音声合成ソフトウェア「初音ミク」を用いてニコニコ動画上で発表した楽曲「みくみくにしてあげる♪【してやんよ】」の商業展開を行う際に、楽曲制作者の許可がないまま、ドワンゴ・ミュージックパブリッシング(現在のドワンゴ・ユーザーエンタテインメント)がJASRACに登録した騒動で、コンテンツを作り上げた著作権者が「嫌儲」的な発想による批判の矛先となった。
この楽曲は本来、個人が作詞作曲してインターネット上に発表した作品であったが、それを受容して消費する側の間に、楽曲は「自分たちが応援して育てたコンテンツ」であり自分たちと著作権者は対等であるという感覚が広まったとされ、楽曲を作成した権利者が著作権を行使した結果、金儲けを憎悪する人々や、著作権管理団体を悪の権力と受け止める一部のユーザーの反感を買ったのではと考えられている。
この出来事は、著作権者と受け手のコンテンツに対する貢献度が対等ではないにもかかわらず、正当な権利を行使した権利者が被害者となってしまった例として、「嫌儲」的な発想への批判が寄せられた。